# Enguerrand Quarton
Enguerrand Quarton, o Charonton (Laon, 1418 circa – Avignone, 1466), è stato un pittore e miniaturista francese.
Appartiene alla scuola provenzale in cui alla stilizzazione geometrica si unisce l'uso di una luce tersa e zenitale che blocca le figure imponenti in posizioni statuarie.

## Biografia

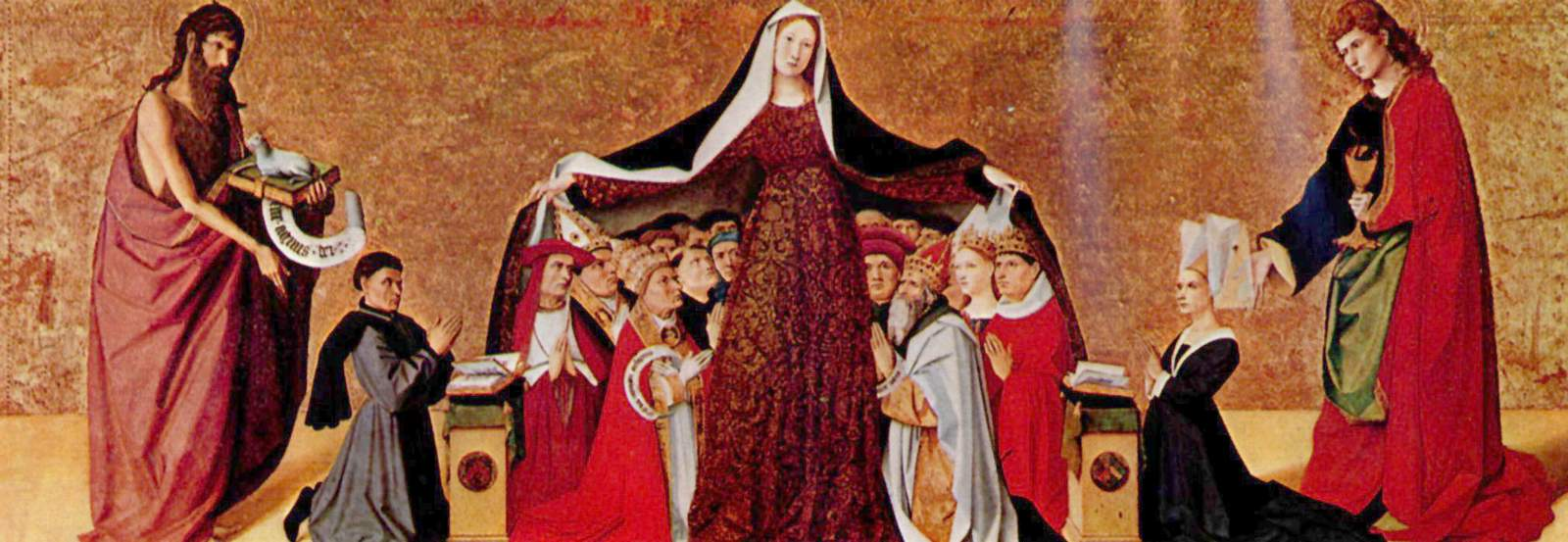
Retablo Cadard

Nasce nella diocesi Laon, tra il 1418 e il 1419. Probabilmente la sua formazione si svolge in un atelier della sua città natale fra il 1425 e il 1430. Nella sua formazione devono aver influito anche le opere di Rogier van der Weyden, Robert Campin e dei due Van Eyck. Tra il 1435 e il 1440 si pensa a un suo viaggio nei Paesi Bassi.
Nel 1440 oppure nel 1444 esegue i folios 106, 202, 202 verso e 209 verso del Livre d'heures Morgan (Livre d'heures à l'usage de Rome) conservati a New York alla Pierpont Morgan Library, in collaborazione con Barthélemy d'Eyck. Nel febbraio del 1444 si trova ad Aix, insieme a Barthélemy d'Eyck come testimone in un atto notarile.
Tra il 1444 e il 1445 realizza il Retablo Requin ora al Musée du Petit Palais di Avignone. Nella tavola la Madonna col Bambino è in trono tra due donatori, che dovrebbero appartenere alla borghesia di Aix, presentati dai loro santi patroni san Giacomo e san Massimino (patrono d'Aix e della sua diocesi), oppure sant'Agricola, il fondo della tavola è arabescato.
Degli stessi anni è il Retablo Cadard del Musée Condé a Chantilly, l'opera destinata a una chiesa di Arles rappresenta Jean Cadard e sua moglie Jeanne de Moulins presentati alla Madonna della Misericordia dai loro santi patroni rispettivamente Giovanni Battista e Giovanni Evangelista. Sono perdute la predella e il coronamento, dai documenti sappiamo che collaborò alla sua realizzazione il pittore Pierre Villate, Charles Sterling nel 1983 propose di attribuirgli la realizzazione della perduta predella, mentre più recentemente Dominique Thiébaut propone di attribuire al Villate alcune Figure sotto il manto della Vergine.
Nel febbraio 1446 è a Arles; mentre nella primavera del 1447 è a Avignone fino alla sua morte. Del 1450 circa è il Dittico Altenburg con nella tavola sinistra: la Madonna col Bambino e angeli e nella tavola destra san Giovanni Battista, entrambe conservate ad Altenburg nel Staatliches Lindenau Museum; nelle lunette, conservate nei Musei Vaticani: i profeti Geremia e Isaia. Dello stesso anno è il Livre d'Heures Huntington, dell'Huntington Gallery a San Marino in California commissionata da una dama, rappresentata come donatrice sul folio 138.

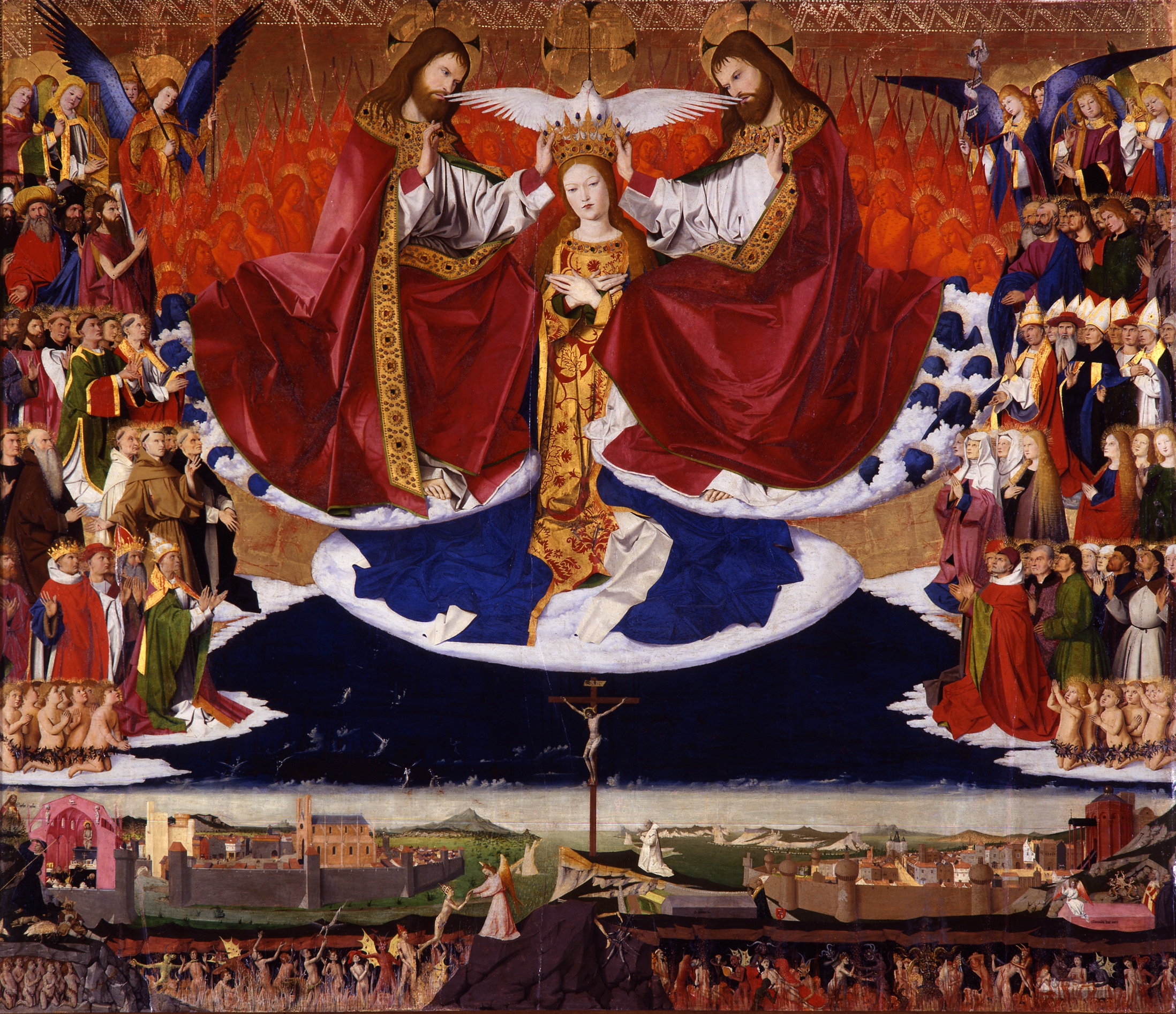
Incoronazione della Vergine

Del 1454 è l'Incoronazione della Vergine del Musée Pierre du Luxembourg a Villeneuve-les-Avignon. L'opera commissionata da Jean de Montagny per l'altare della Trinità della Certosa di Villeneuve-les-Avignon, raffigura su tre diversi livelli di diseguale dimensione, dal basso: l'inferno a destra e il purgatorio a sinistra con la scena dell'uscita di Jean de Montagny, la terra che viene divisa in due dalla Croce a sinistra sopra il purgatorio la città di Roma, nella chiesa all'estrema sinistra con la Messa miracolosa di san Gregorio, si possono riconoscere dipinti in miniatura i due retlabi Cadard e Requin, sulla destra la città di Gerusalemme con due personaggi in preghiera a guisa di donatori all'estrema destra, si possono riconoscere: Guillaume de Montjoie e il fratello di Jean, Antoine de Montagnac; e infine il paradiso, con l'Incoronazione della Vergine da parte della Trinità attorniati dal Coro Celeste che occupa più di tre quarti della tavola, costruiti a fasce orizzontali sovrapposte su l'asse centrale che dalla colomba passa per la Vergine e arriva alla Crocifissione in basso, la tavola è dominata dal gruppo centrale in cui la Trinità incorona la Vergine, la luce altissima e zenitale rischiara la tavola e impregna i colori.
Del 1455 circa è la Pietà de Villeneuve-fez-Avignon, ora al Louvre, dove un'atmosfera limpida e immobile si dispiegano al centro in posizione piramidale le tre figure della Vergine con a destra la Maddalena e a sinistra san Giovanni, disteso sulle ginocchia della Vergine è il corpo del Cristo, all'estrema sinistra il donatore in preghiera.
Nel giugno del 1466 sappiamo ch'è legato il Messale di Jean Des Martins (Parigi, Biblioteca nazionale di Francia, N.A.L 2661, 428 folios su pergamena), Quarton vi esegue 28 iniziali istoriate, 2 pitture a piena pagina e 3 pitture più piccole. L'ultimo documento che ne fa menzione è del 14 giugno 1466, anno della peste, forse il pittore è morto proprio di quella.
Come miniaturista gli sono inoltre attribuiti:
- Il Livre d'heures à l'usage de Rome conservato a Namur, Bibliothèque du Séminaire, ms. 83, di 134 folios, opera di collaborazione commissionata da una dama della famiglia de Bournan
- Del Livre d'heures du Maréchal de Boucicaut, Parigi Musée Jacquemart-André, ms 2, gli sono attribuiti i folios 241 e 242.